# NGC 1478
NGC 1478 је лентикуларна галаксија у сазвежђу Еридан која се налази на NGC листи објеката дубоког неба.
Деклинација објекта је - 8° 33' 18" а ректасцензија 3h 54m 7,3s. Привидна величина (магнитуда) објекта NGC 1478 износи 14,8 а фотографска магнитуда 15,8. NGC 1478 је још познат и под ознакама NPM1G -08.0155, PGC 14062.